# Delić Poljana
Delić Poljana – wieś w Chorwacji, w żupanii karlowackiej, w gminie Cetingrad. W 2011 roku liczyła 14 mieszkańców.